# Nachman Aronszajn
Nachman Aronszajn, poljsko-ameriški matematik, * 26. julij 1907, Varšava, Kongresna Poljska, Ruski imperij (sedaj Poljska), † 5. februar 1980, Corvallis, Oregon, ZDA.
Aronszajn je najbolj znan po svojem delu iz matematične analize, kjer je sistematično razvijal koncept Hilbertovega prostora z reprodukcijskim jedrom. Ukvarjal se je tudi z matematično logiko in kombinatoriko. Bil je predstavnik varšavske matematične šole.

## Življenje
Bil je aškenaški Jud, sin Judela Aronszajna in Chane-Dwojre Wiernikowe. Osnovno šolo je končal v Varšavi, nato pa med letoma 1916 in 1925 Moško društveno gimnazijo »Ascola« v Varšavi. O njegovi ožji družini je malo znanega, razen da je njegov oče delal pri sorodniku, trgovcu s krznom, da se je njegov starejši brat v 1920-ih ustalil v Palestini, mlajši nadarjeni bratje in sestre pa so skupaj z drugimi družinami umrli v Varšavskem getu.
Od leta 1925 je študiral na Univerzi v Varšavi kjer je diplomiral 2. oktobra 1929. Doktoriral je na Univerzi v Varšavi leta 1930 z disertacijo O metriki in metrizaciji (O metryce i metryzacji) pod mentorstvom Stefana Mazurkiewicza. Z disertacijo O dekompoziciji uniformnih analitičnih funkcij in njihovih aplikacijah (Sur les décomposition des fonctions analytiques uniformes et sur leurs applications) je prejel tudi doktorat znanosti na pariški univerzi leta 1935, kjer je bil njegov mentor Maurice René Fréchet. Od leta 1936 je prejemal štipendijo Caisse Nationale des Recherches Scientifiąues.
Do izbruha 2. svetovne vojne se je posvečal izključno raziskovanju znanosti. Med vojno je bil vojak v poljski vojski v Franciji in v Angliji. Živahno je pripovedoval o svojih dogodivščinah iz tistega obdobja, še posebej rad pa se je spomnil bivanja v vojaški bolnišnici v Angliji, kjer se je učil igrati bridž. Od leta 1942 do konca vojne je bil napoten iz poljske vojske v britansko admiraliteto, da bi delal na matematičnih problemih, povezanih z vojnimi operacijami. V tem obdobju je vzdrževal tesne stike z Godfreyjem Haroldom Hardyjem, pod čigar vplivom, tako matematičnim kot filozofskim, je ostal do konca svojega življenja. Hardy je okužil Aronszajna s svojo pedantnostjo pri izračunih najboljših konstant v neenakosti, vendar mu ni uspelo prenesti svoje strasti do kriketa.
Leta 1949 se njegovo delo za CNRS končalo. Po enem letu na Univerzi Harvard se je odločil za stalno preselitev v ZDA. Dve leti je preživel na Državni univerzi Oklahome v Stillwatru, kjer je organiziral aktivno skupino, ki se je ukvarjala s problematiko približevanja lastnih vrednosti robnih problemov. Po dveh letih se je leta 1951 zaradi političnega pritiska odbora senatorja Josepha McCarthyja s celotno skupino in s svojim kolegom Ainsleyjem Diamondom preselil na Univerzo Kansasa v Lawrenceu, potem ko je bil Diamond, kveker, odpuščen, ker ni hotel podpisati novouvedene prisege zvestobe. Od leta 1964 do svoje smrti je bil Summerfieldov ugledni učenjak. Upokojil se je leta 1977. Zadnji dve leti svojega življenja je preživel v Corvallisu v Oregonu.

## Znanstveno delo
Skupaj s Promom Panitchpakdijem je predstavil injektivne metrične prostore pod imenom »hiperkonveksni metrični prostori«. Skupaj s Kennanom T. Smithom je podal dokaz Aronszajn-Smithovega izreka. Aronszajn in Đuro Kurepa sta skonstruirala Aronszajnova drevesa (A-drevesa) pri analizi Suslinove domneve. Aronszajn je dokazal je tudi njihov obstoj. Aronszajnove premice, tudi poimenovane po njem, so leksikografski vrstni red Aronszajnovih dreves.
Prispeval je tudi k teoriji Hilbertovega prostora z repodukcijskim jedrom. Po njem se imenuje Moore-Aronszajnov izrek.

## Izbrana bibliografija
Knjige
- ———; Creese, Thomas M.; Lipkin, Leonard J. (1984), Polyharmonic Functions [Poliharmonične funkcije], (Oxford mathematical monographs, zv. 10, Oxford: Oxford University Press, ISBN 978-0198539063, ISSN 0964-9174

Znanstvena dela
- ——— (1935), »Sur les décompositions des fonctions analytiques uniformes et sur leurs applications« [O dekompozicijah uniformnih analitičnih funkcij in njihovih aplikacijah], Acta Mathematica, 65: 1–156, ISSN 0001-5962
- ———; Weinstein, Alexander (15. marec 1941), »Existence, Convergence and Equivalence in the Unified Theory of Eigenvalues of Plates and Membranes« [Obstoj, konvergenca in ekvivalenca v enotni teoriji lastnih vrednosti plošč in membran], Proceedings of the National Academy of Sciences of the United States of America, 27 (3): 188–191, doi:10.1073/pnas.27.3.188, PMC 1078302, PMID 16588447
- ———; Weinstein, Alexander (1942), »On the Unified Theory of Eigenvalues of Plates and Membranes« [O enotni teoriji lastnih vrednosti plošč in membran], American Journal of Mathematics, 64 (1): 623–645, doi:10.2307/2371709, ISSN 0002-9327, JSTOR 2371709
- ———; Hardy, Godfrey Harold (april 1945), »Properties of a Class of Double Intergrals« [Značilnosti razreda dvojnih integralov], Annals of Mathematics, 46 (2): 220–241, doi:10.2307/1969020, ISSN 0003-486X, JSTOR 1969020{{citation}}:  Vzdrževanje CS1: samodejni prevod datuma (povezava)
- ——— (15. oktober 1948), »Rayleigh-Ritz and A. Weinstein Methods for Approximation of Eigenvalues: I. Operations in a Hilbert Space« [Rayleigh-Ritzeve in A. Weinsteinove metode za aproksimacijo lastnih vrednosti: I. Operacije v Hilbertovem prostoru], Proceedings of the National Academy of Sciences of the United States of America, 34 (10): 474–480, doi:10.1073/pnas.34.10.474, PMC 1079150, PMID 16578308
- ——— (15. december 1948), »Rayleigh-Ritz and A. Weinstein Methods for Approximation of Eigenvalues: II. Differential Operators« [~ II. Diferencialni operatorji], Proceedings of the National Academy of Sciences of the United States of America, 34 (12): 594–601, doi:10.1073/pnas.34.12.594
- ——— (Maj 1950), »Theory of Reproducing Kernels« [Teorija reprodukcijskih jeder], Transactions of the American Mathematical Society, 68 (3): 337–404, doi:10.2307/1990404, ISSN 0002-9947, JSTOR 1990404
- ——— (1952), »Characterisation of types of order satisfying {\displaystyle \alpha _{0}+\alpha _{1}=\alpha _{1}+\alpha _{0}\!\,}« [Karakterizacija tipov redov, za katere velja {\displaystyle \alpha _{0}+\alpha _{1}=\alpha _{1}+\alpha _{0}\!\,}], Fundamenta Mathematicae, 39: 65–96, doi:10.4064/FM-39-1-65-96, ISSN 0016-2736
- ———; Smith, Kennan T. (1954), »Invariant subspaces of completely continuous operators« [Invariantni podprostori popolnoma zveznih operatorjev], Annals of Mathematics, 60: 345–350, ISSN 0003-486X
- ———; Panitchpakdi, Prom (1956), »Extensions of uniformly continuous transformations and hyperconvex metric spaces« [Razširitve enakomerno zveznih transformacij in hiperkonveksni metrični prostori],  Pacific Journal of Mathematics, 6: 405–439, ISSN 0030-8730, popravek (1957) 7, str. 1729
- ———; Donoghue, William Francis mlajši (1. december 1956), »On exponential representations of analytic functions in the upper half-plane with positive imaginary part« [O eksponentnih reprezentacijah analitičnih funkcij v zgornji polravnini s pozitivnim imaginarnim delom], Journal d'Analyse Mathématique, 5: 321–388, doi:10.1007/BF02937349, ISSN 0021-7670
- ——— (1957), »A unique continuation theorem for solutions of elliptic partial differential equations or inequalities of second order« [Edinstven nadaljevalni izrek za rešitve eliptičnih parcialnih diferencialnih enačb ali neenačb drugega reda] (PDF), Journal de Mathématiques Pures et Appliquées, 36 (9): 235–249, ISSN 0021-7824, pridobljeno 27. marca 2025
- ———; Donoghue, William Francis mlajši (1. junij 1962), On functions analytic in the upper half-plane [O funkcijah, analitičnih v zgornji polravnini]
- ———; Szeptycki, Paweł (1975), »Theory of Bessel potentials. IV. Potentials on subcartesian spaces with singularities of polyhedral type« [Teorija Besslovih potencialov. IV. Potenciali na podkartezičnih prostorih s singularnostmi poliedrskega tipa], Annales de l'Institut Fourier, 25 (3–4): 27–69, doi:10.5802/aif.572, ISSN 0373-0956, MR 0435824, Zbl 0304.31010